# Bügelhorn

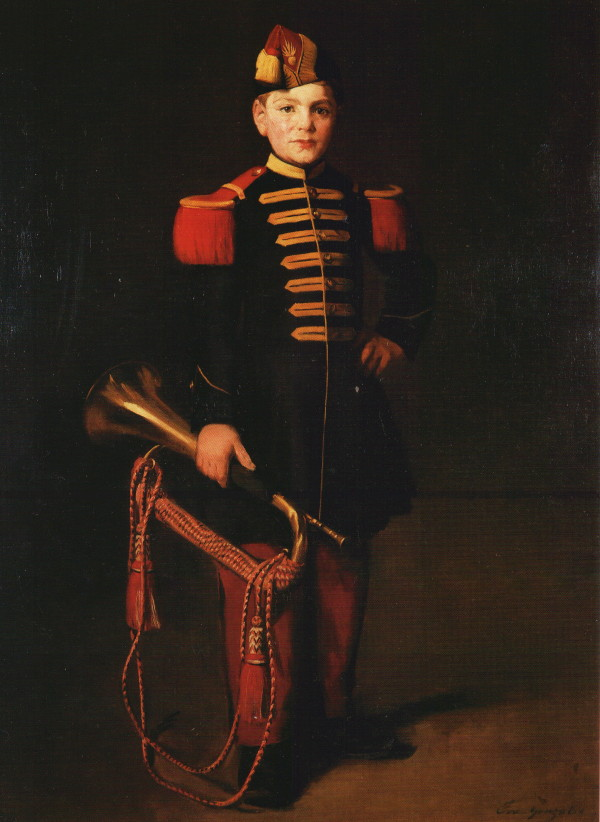
(Junge mit) Bügelhorn, „Enfant de troupe“, Eva Gonzales, 1870

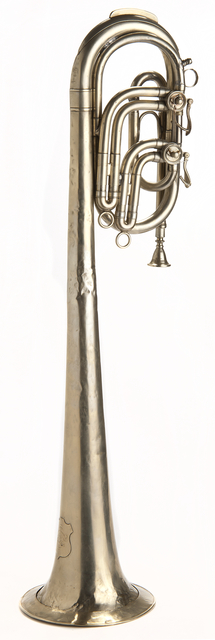
Saxhorn (aus der amerikanischen Militärmusik)

Zur Familie der Bügelhörner gehören Blechblasinstrumente, die durch ihre weite Mensur mit dem Horn verwandt sind (Horninstrumente). In der Bauart des belgischen Blasinstrumentenbauers Adolphe Sax werden sie auch Saxhörner genannt:
- das Flügelhorn in B oder C
- das Althorn in F oder Es
- das Tenorhorn in C oder B
- das Baritonhorn in B
- das Euphonium in B
- die Tuben:
  - Basstuba in Es oder F
  - Kontrabasstuba in C oder B

„Seit dem Ende des 19. Jahrhunderts wird vielfach von Bügelhörnern geredet; gemeint ist das Signalhorn ohne oder mit Ventilen in allen Größen; dieser Name ist eine wenig glückliche Umformung von engl.-frz. bugle, das wohl mit ahd. buhhil ‚Horn‘ […] zusammengehört.“

Die französische Bezeichnung für Flügelhorn bzw. Kornett ist auch heute noch bugle, die für das Tenorhorn bugle ténor. 
Uneinheitlich wird der Ausdruck bei Winfried Pape gebraucht: Bei der Beschreibung der Trompete heißt es, dass die „Entstehung der Bügelform im 15. Jh.“ anzusetzen sei. Demnach ist Bügel ein Synonym für die Trompetenform, die ja auch bei Flügelhorn und Tuba zu finden ist. Andererseits beschreibt er das Flügelhorn als „Instrument der Familie der Bügelhörner (engl. bugle = Horn)“.